# Astragalus poliotrichus
Astragalus poliotrichus är en ärtväxtart som beskrevs av Joseph Friedrich Nicolaus Bornmüller. Astragalus poliotrichus ingår i släktet vedlar, och familjen ärtväxter. Inga underarter finns listade i Catalogue of Life.